# Zielona Chojna (osada leśna)
Zielona Chojna – osada leśna w Polsce, położona w województwie wielkopolskim, w powiecie międzychodzkim, w gminie Międzychód.